# Tsubakimoto Chain
K.K. Tsubakimoto Chain (jap. 株式会社椿本チエイン, Kabushiki kaisha Tsubakimoto Chein; international auch engl. Tsubakimoto Chain Co.) ist ein japanisches Maschinenbau-Unternehmen mit Sitz in Osaka. Das Unternehmen wurde im Jahr 1917 von Tsubakimoto Setsuzō gegründet und ist Hersteller von Antriebstechnikkomponenten und deren Zubehör. Der verwendete Markenname aller Produkte ist Tsubaki.

## Unternehmensprofil
Das Unternehmen verfügt insgesamt über 4.675 Mitarbeiter, erwirtschaftete im britischen Geschäftsjahr FYE07 1,03 Mrd. Euro Umsatz, ist an der Tokioter Börse notiert und verfügt über ein weltweites Produktions- und Vertriebsnetzwerk. Dabei unterteilt sich die Unternehmensgruppe in
- Power Transmission: Antriebs- und Förderketten, Sonderketten
- Automotive: automobile Steuersysteme, Ketten und Riemen
- PTUC: Freiläufe, Rücklaufsperren, Rutschkupplungen, Lineartechnik, Getriebeeinheiten, elektrische Antriebe
- Material Handling: Fördersysteme, Autogarded Vans